# Melilotus hirsutus
Melilotus hirsutus är en ärtväxtart som beskrevs av Vladimir Ippolitovich Lipsky. Melilotus hirsutus ingår i släktet sötväpplingar, och familjen ärtväxter. Inga underarter finns listade i Catalogue of Life.